# Diplazium wilsonii
Diplazium wilsonii är en majbräkenväxtart som först beskrevs av John Gilbert Baker och som fick sitt nu gällande namn av Friedrich Ludwig Diels.
Diplazium wilsonii ingår i släktet Diplazium och familjen Athyriaceae. Utöver nominatformen finns också underarten Diplazium wilsonii brunneoviride.